# Love Me, Love Me, Love Me
Love Me, Love Me, Love Me är en brittisk animerad kortfilm av den kanadensiska animatören Richard Williams och med manus av Stan Hayward. Det är den andra animerade kortfilmen som Richard skapade, efter hans kortfilm från 1959 Den lilla ön. Den hade premiär den 14 juli 1962 och är berättad av skådespelaren Kenneth Williams. Kortfilmen var ett sätt för Richard att få ut ett skämt som han ville använda och beskrev filmen som "löjlig" och inspirerad av de animerade reklamfilmer som han arbetade med. 

## Handling
Det var en gång en man som hette Squidgy Bod, som var älskad av både barn och djur, men gjorde allting fel. Thermus Fortitude var en man som gjorde allting rätt, men var hatat av alla. Thermus uppstoppade alligator "Charlie" var den "enda som älskade honom". Thermus blev desperat med att vilja bli älskad av alla, så han tar lektioner i hur man kan bli älskad. 